# بیت اللو
بیت اللو (به لاتین: Beitillu) یک روستا در دولت فلسطین است که در استان رام‌الله و البیره واقع شده‌است. بیت اللو ۳٬۰۸۳ نفر جمعیت دارد و ۵۳۱ متر بالاتر از سطح دریا واقع شده‌است.